# Niccolò Arrighetti
Niccolò Arrighetti (né à Florence le 11 novembre 1586 et mort le 29 mai 1639 dans la même ville) est un écrivain et savant italien du début du XVIIe siècle, ami de Galilée.

## Biographie

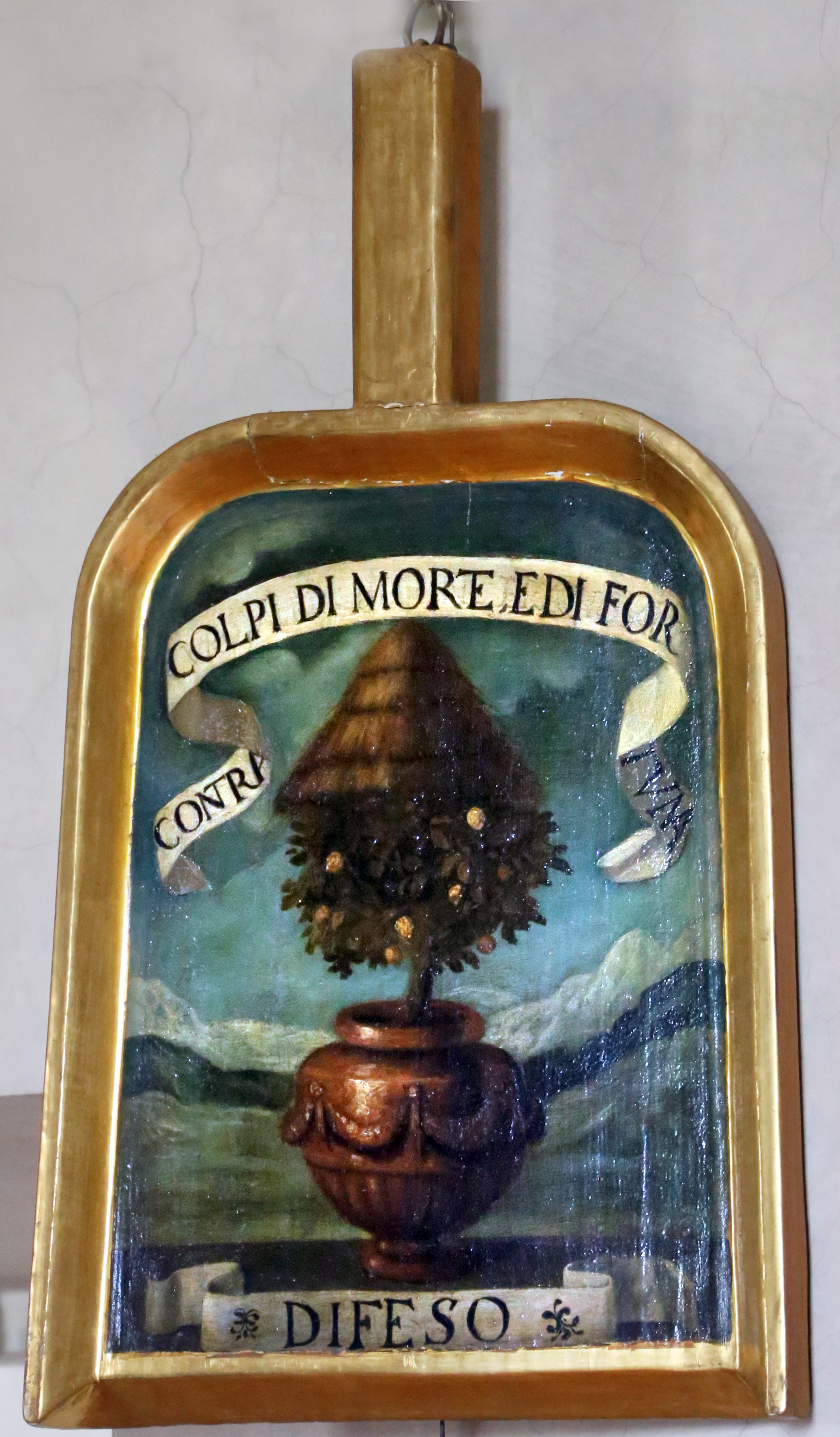
Pelle ceremonielle du membre ‘Difeso’ (Niccolò Arrighetti) à l'Accademia della Crusca

Né à Florence, où il mourut en 1639, se distingue dans plusieurs genres de littérature, et principalement dans les mathématiques, dans la philosophie platonique, dans les sciences naturelles, et dans les belles-lettres. Il fut un des plus illustres élèves du célèbre Galilée, et il remplit une place distinguée dans l’Académie Florentine et dans celle de la Crusca. C’est dans la première qu’Arrighetti occupa la charge de conseiller depuis 1614 jusqu’en 1623, qu’il fut nommé consul. Il fut aussi l’un de ceux qui formèrent à Florence l’académie platonique, rétablie par le grand-duc Ferdinand, et par le prince, depuis cardinal, Léopold de Toscane. Il fut choisi pour composer le discours d’ouverture, qui se trouve dans les Prose Fiorentine. Ce fut alors qu’il entreprit de traduire en italien les dialogues de Platon ; il était près de terminer ce travail quand la mort vint le surprendre. Son neveu, le célèbre Carlo Roberto Dati, prononça son éloge à l’Académie de la Crusca, le 13 mai 1643 ; on le trouve dans le même recueil des Prose Fiorentine.

## Œuvres
Les ouvrages imprimés d’Arrighetti, sont :
- Delle lodi del sig. Filippo Salviati, Florence, 1614, in-4°, et dans la première partie du 3e volume des Prose Fiorentine ;
- Orazione recitata al serenissimo granduca di Toscana Ferdinando II, nell’esequie della granduchessa sua madre, Florence, 1631, in-4°, et dans la première partie du 4e volume des Prose Fiorentine ;
- enfin, Orazione fatta da lui nel dar a spiegare Platone ; Cicalata sopra il Citriolo ; Cicalata in lode della Torta, tous trois imprimés dans le recueil déjà cité. Ces Cicalate, autrefois en usage dans l’Académie Florentine, étaient, comme on sait, des discours ironiquement sérieux sur des sujets plaisants, comme ici le cornichon, ou le concombre ou la tourte. Arrighetti a laissé, en outre, un très-grand nombre d’ouvrages manuscrits en vers et en prose, conservés dans plusieurs bibliothèques.